# La Loma Bonita
La Loma Bonita är en ort i Mexiko.   Den ligger i kommunen Cadereyta de Montes och delstaten Querétaro Arteaga, i den sydöstra delen av landet, 140 km norr om huvudstaden Mexico City. La Loma Bonita ligger 1 684 meter över havet och antalet invånare är 141.
Terrängen runt La Loma Bonita är kuperad. Runt La Loma Bonita är det ganska tätbefolkat, med 60 invånare per kvadratkilometer. Närmaste större samhälle är Bella Vista del Río, 6,0 km norr om La Loma Bonita. Trakten runt La Loma Bonita består i huvudsak av gräsmarker.